# Joel West
Joel Adam West (Indianola, 6 aprile 1975) è un supermodello e attore statunitense, ha lavorato per Calvin Klein, Gianni Versace e Hugo Boss, diventando uno dei modelli più famosi degli anni 1990.

## Filmografia

### Cinema
- Conflitto fatale (The Giving Tree), regia di Cameron Thor (2000)
- The Smokers, regia di Kat Slater (2000)
- Krocodylus, regia di James D.R. Hickox - video (2000)
- The Elite, regia di Terry Cunningham (2001)
- Impatto criminale (Con Express), regia di Terry Cunningham (2002)
- Distruggete Los Angeles! (Scorcher), regia di James Seale (2002)
- Global Effect, regia di Terry Cunningham (2002)
- All Features Great and Small, regia di Casey P. Chinn - cortometraggio (2005)
- Starting Out in the Evening, regia di Andrew Wagner (2007)

### Televisione
- Felicity - serie TV, un episodio (2002)
- Streghe - serie TV, un episodio (2002)
- American Dreams - serie TV, un episodio (2004)
- The Division - serie TV, un episodio (2004)
- Star Trek: Enterprise - serie TV, un episodio (2004)
- CSI: Miami - serie TV, 10 episodi (2003-2006)
- Heroes - serie TV, 2 episodi (2009)

## Programmi televisivi
- Extreme Makeover: Wedding Edition (2005)

## Doppiatori Italiani
Nelle versioni in lingua italiana dei suoi lavori, Joel West è stato doppiato da:
- Fabio Gervasi in Oz
- Mirko Mazzanti in The Elite
- Francesco Bulckaen in Global Effect - Rischio di contagio